# スイトピアセンター
スイトピアセンターは、岐阜県大垣市にある公共施設。大垣市が運営する施設と（公財）大垣市文化事業団が運営する施設がある。スイトピアセンターの名は、大垣市の愛称「水都」（すいと）に由来する。

## 概況
1992年4月5日開業。それまで、図書館以外の部分には温水プールがあった。図書館、学習館、文化会館、こどもサイエンスプラザの4つの施設の総称である。なお、こどもサイエンスプラザは学習館の一部とする場合もある。図書館のみ大垣市の運営、その他は（公財）大垣市文化事業団が運営している。優良ホール100選に選出。

### 図書館
- 1980年に開館した大垣市立図書館の本館。スイトピアセンター敷地の中央南側にある。

### 学習館
1992年4月5日開館。地上7階、地下1階建、RC造、延床面積22,315m2。スイトピアセンター敷地の南西に位置する。
- コスモドーム
  - プラネタリウムを中心とした宇宙を学ぶ施設。席数は150席。
- 水のパビリオン
  - 水都の別名を持つ大垣市にちなみ、水と様々な水生生物、水に関わる物を展示する科学館。メインの展示物は、水の力で押し上げ重さ3tの球形の石である。これは子供の力で動かすことができる。
- アートギャラリー
  - 郷土の歴史や画家に関連した企画展や、市所蔵資料の紹介、他の美術館所蔵の美術品による展覧会等を開催している[2]。
- その他、ハイビジョンシアター、スイトピアホール、音楽堂（席数300席）がある。
- 天体観測室
  - 望遠鏡ドームを有する天文台。20cm屈折望遠鏡を設置。

### こどもサイエンスプラザ

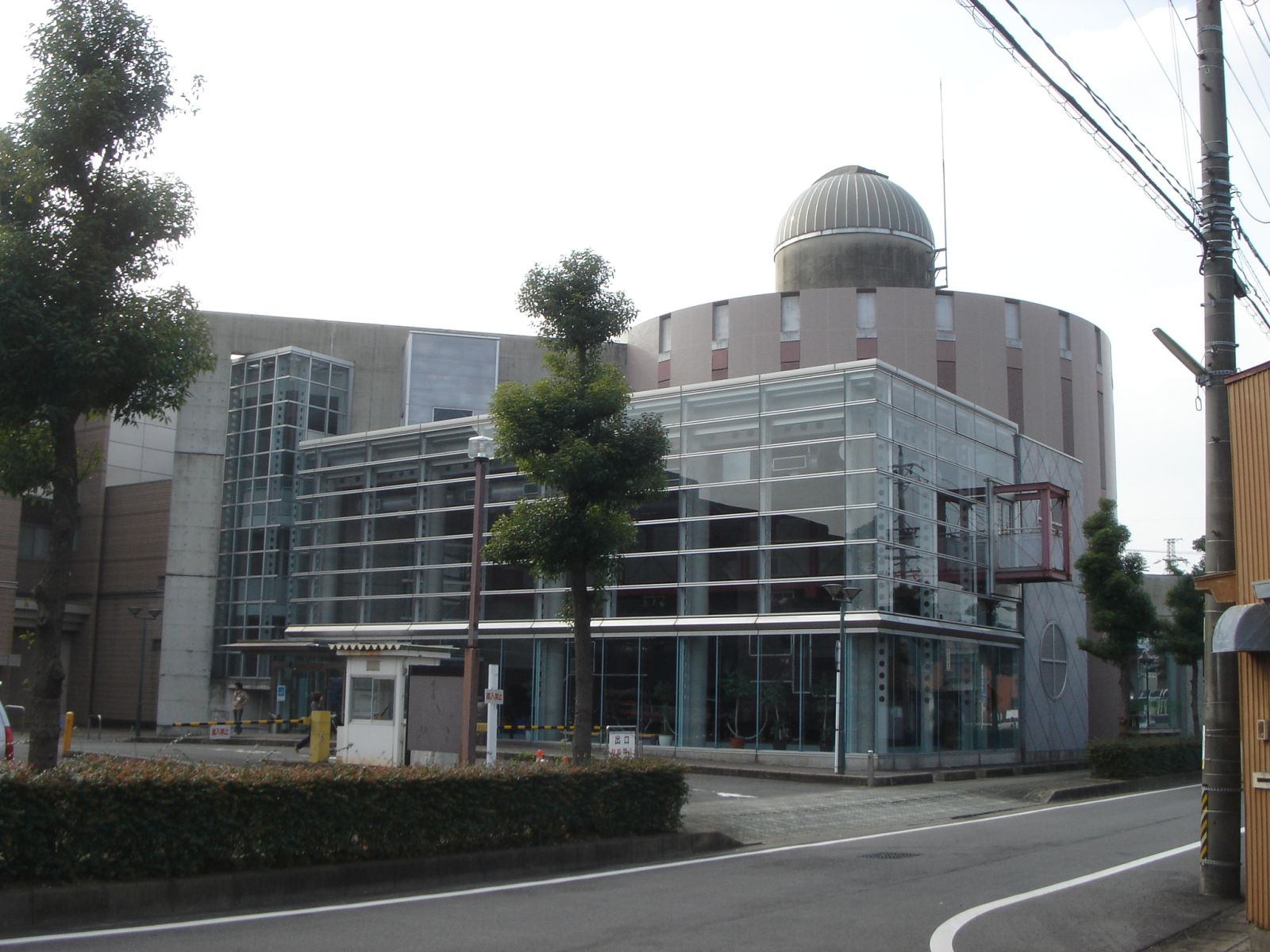
こどもサイエンスプラザ

1995年7月15日開館。都市、人、暮らし、自然などをテーマに、子供が遊びながら学ぶ科学館。20cm屈折望遠鏡による天体観測会が行なわれる。また、敷地内には蒸気機関車C11形(C11155)が展示されている。スイトピアセンター敷地の北西に位置する。

### 文化会館

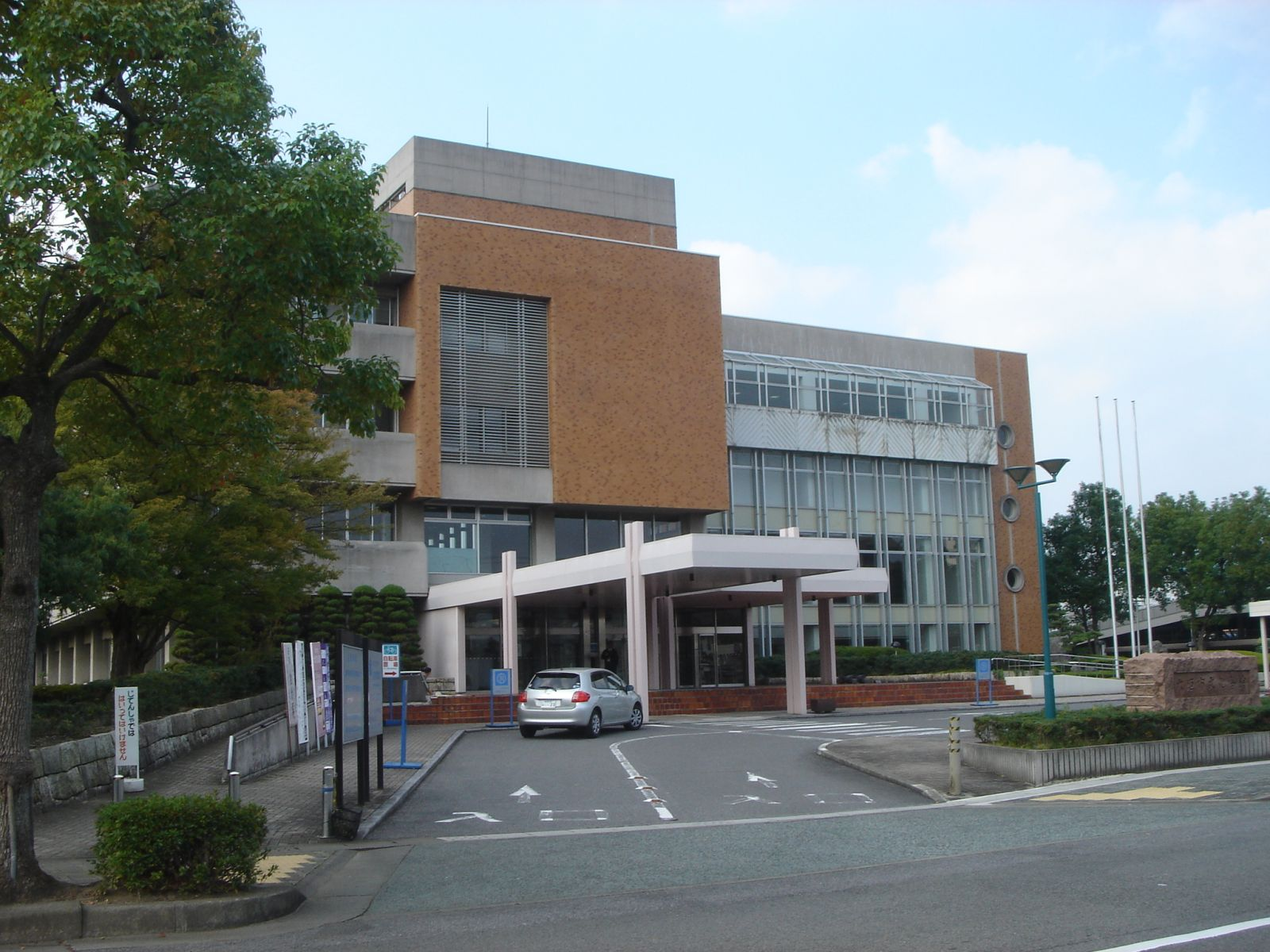
文化会館

1975年4月3日開館。地上5階、RC造、延床面積7,581.12m2。文化ホール（観客席589席）や展示室がある。優良ホール100選に選ばれている

## 所在地
- 大垣市室本町5-51

## 開館時間・料金
- 開館時間：9:00～17:00
- 休館日：毎週火曜日、年末年始など
- 料金：コスモドームのみ有料（大人500円）

## 交通機関
- 養老鉄道養老線（通称：揖斐線）室駅より徒歩3分。
- 名阪近鉄バススイトピア線、岐垣線「スイトピアセンター」バス停よりすぐ。
  - 大垣駅南口大垣駅前バスのりば4番のりば「若森車庫前」行き。